# Ici Gascogne
Ici Gascogne, anciennement France Bleu Gascogne, est l'une des stations de radio généraliste du réseau Ici de Radio France.

## Histoire
La station est une évolution de Radio Landes créée en 1983, qui se limitait à couvrir le département éponyme des Landes. Elle deviendra Radio France Landes en 1986.
Le 4 septembre 2000, les radios locales de Radio France tel que Radio France Landes sont réunies dans le réseau France Bleu qui fournit un programme commun national que reprennent les programmes locaux des stations en régions. De ce fait, la station devient France Bleu Gascogne.

Évolution du logo
Logo de 2015 à 2021.
Logo de 2021 au 6 janvier 2025.
Logo à partir du 6 janvier 2025.

## Programmation
Parmi les décrochages spécifiques à France Bleu Gascogne figurent les différentes éditions du journal et de la météo locale, la chronique culinaire « Idées de Chef », ou encore les émissions « Mes Landes à moi » et « L'écho des Talenquères ». Plusieurs chroniques traitent de l'actualité taurine.
Certaines émissions, tel que « Parlez moi Gascon » ou « L'Oc à la coque » sont diffusées en occitan ou en gascon, de même qu'a été diffusée l'émission en gascon, « A Noste » (= chez nous, prononcer « A Nouste » en graphie française ou fébusienne) dans les années 2010s.

## Direction locale
- Directeur : Grégoire Tiffanneau[3] (par intérim)
- Rédacteur en chef : Eric Ballanger
- Responsable des programmes : Anthony Bastille

## Diffusion

### Zones de réception
Elle est reçue dans plusieurs départements français : les Landes (département), mais également dans l'extrême-sud de la Gironde (département), dans une partie du Gers (département), des Hautes-Pyrénées et de la Haute-Garonne.

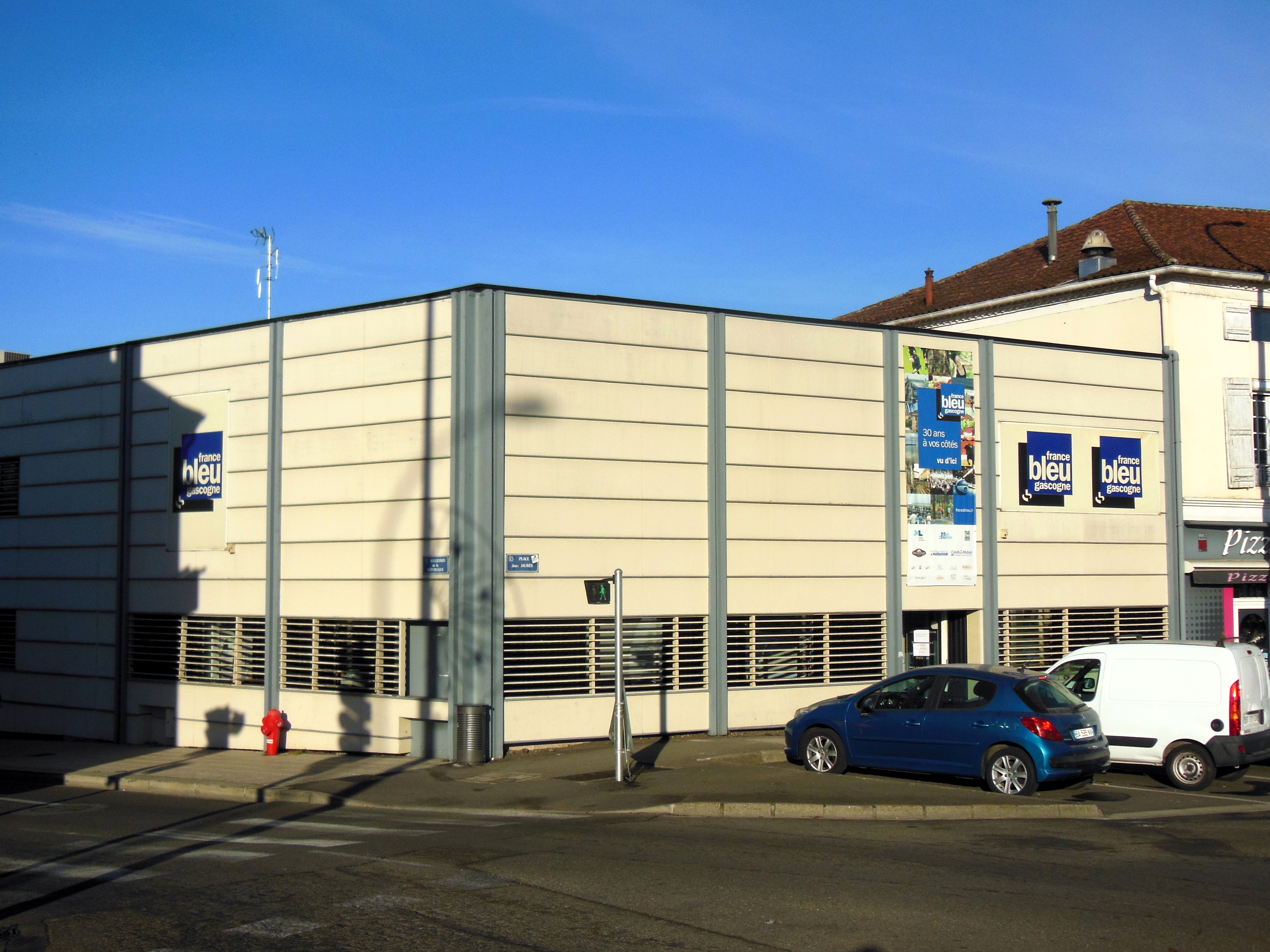
Siège de France Bleu Gascogne, au 13 place Jean-Jaurès à Mont-de-Marsan.
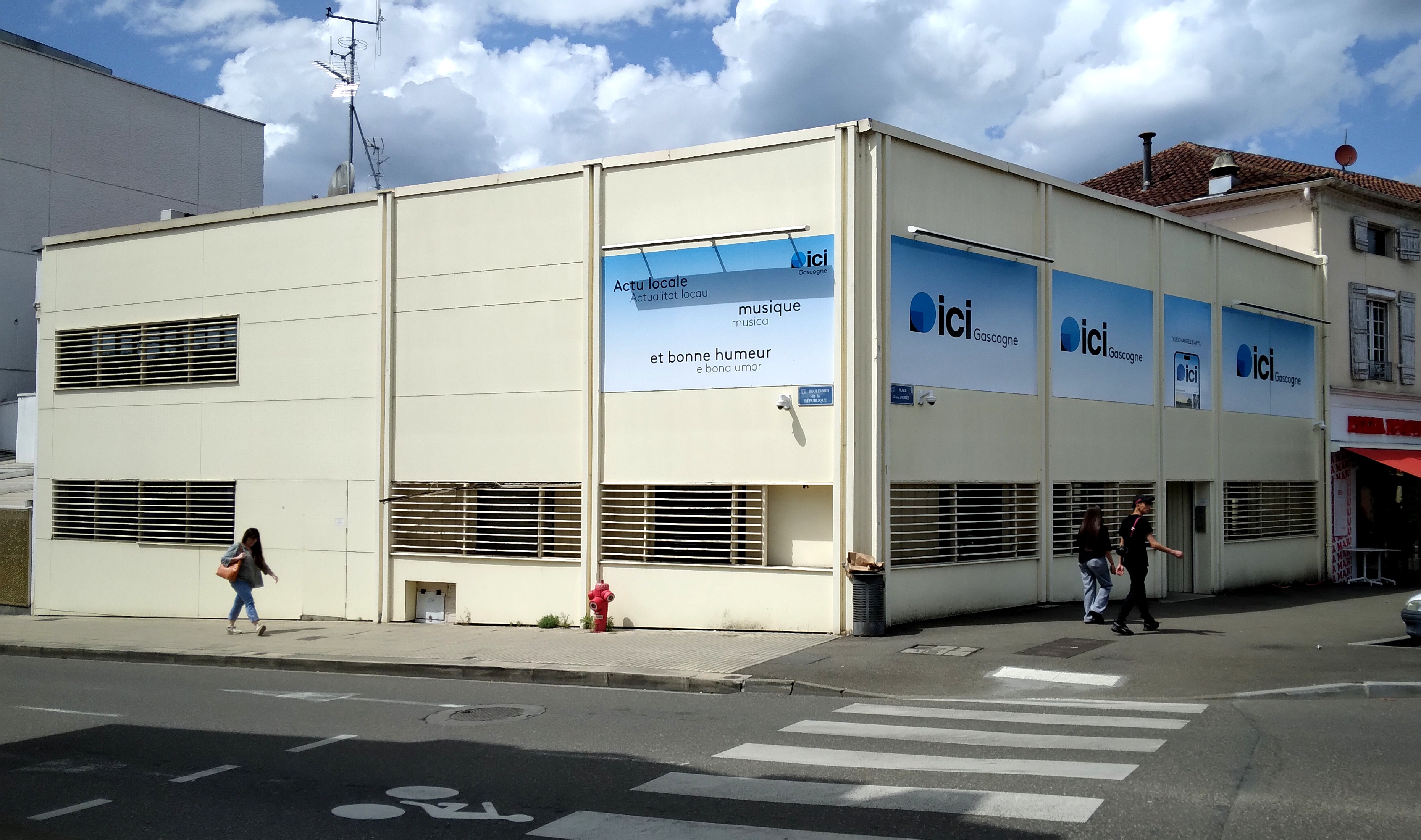
Siège d'Ici Gascogne après le renommage de la station de radio en 2025.

### Audience
En 2017 comme en 2020, France Bleu Gascogne est la station de radio la plus écoutée dans le département des Landes,.
Les principaux ingrédients du succès : le rôle accru de radio de proximité avec beaucoup d'info-services, apprécié particulièrement en 2020 lors des périodes de confinement, la place donnée aux sports, le rajeunissement des plages musicales aussi.